# Barcelona Cross
Barcelona Cross és un llogaret al sud de Cornualla, Regne Unit, a la parròquia de Pelynt. Està a tres milles (5 quilòmetres) a l'oest de Looe. TrelawneManor (Cornish: TrevElowen, és a dir, la granja de l'arbre d'om) es troba immediatament al nord de Barcelona i anteriorment va ser la llar ancestral de la família de Trelawney (una família de Cornualla que es remunta a l'època saxona).
Els primers indicis escrits d'aquest indret daten de 1637 quan apareix un contracte d'arrendament que fa referència a un tal Andrew Dyer que va construir, a càrrec seu, un habitatge i una botiga de ferrer a Trelawne Cross. El nom Barcelona apareix per primera vegada en documents cap a l'any 1740, l'àrea va ser anomenada així en memòria d'un dels fills de Sir Jonathan Trelawny, Henry, que va morir quan el seu vaixell es va enfonsar davant de les Illes Scilly el 1707. Tornava de la Mediterrània on havia lluitat a la Guerra de Successió en la defensa de Barcelona. Henry Trelawny va morir amb l'almirall Sir Cloudesley Shovell a bord del HMS Association.
Ara Barcelona és un complex d'oci i parc de vacances. El camp de futbol proper es diu Camp Nou en homenatge a l'estadi del Futbol Club Barcelona.